# Prestonia longifolia
Prestonia longifolia là một loài thực vật có hoa trong họ La bố ma. Loài này được (Sessé & Moc.) J.F.Morales miêu tả khoa học đầu tiên năm 1996.